# Lancaster (Ohio)
Lancaster – miasto w Stanach Zjednoczonych, w stanie Ohio. Liczba mieszkańców w 2000 roku wynosiła 35 379.
Miasto leży w strefie klimatu wilgotnego subtropikalnego, z gorącym latem, należącego według klasyfikacji Köppena do strefy Cfa. Średnia temperatura roczna wynosi 11,8°C, a opady 995,7 mm (w tym do 44,2 cm opadów śniegu)